# نیکلاس باکستروم
نیکلاس باکستروم (انگلیسی: Nicklas Bäckström؛ زادهٔ ۲۳ نوامبر ۱۹۸۷) بازیکن هاکی روی یخ اهل سوئد است.